# حسن علي كلديريم
حسن علي كلديريم (بالتركية: Hasan Ali Kaldırım) وهو لاعب كُرة قدم تُركي ألماني المولد في مركز الظهير الأيسر ولد في يوم 9 كانون الثاني 1989 في مدينة نيوفايد في ألمانيا الغربية وهو يلعب حالياً مع نادي فنربخشة في تركيا وسبق اللعب مع كايسري سبور ونادي ماينز الرديف ونادي كايزرسلاوترن الرديف ونادي كوبلنز ولعب مع منتخب تركيا لكرة القدم ويبلغ طوله 183 سم.

## روابط خارجية
- حسن علي كلديريم على موقع الاتحاد الدولي (مؤرشف)  (الإنجليزية)
- حسن علي كلديريم على موقع الاتحاد الأوربي (الإنجليزية)
- حسن علي كلديريم على موقع اتحاد تركيا (لاعب) (الإنجليزية)
- حسن علي كلديريم على موقع قاعدة بيانات كرة القدم.إي يو (الإنجليزية)
- حسن علي كلديريم على موقع ناشيونال فوتبول تيمز (الإنجليزية)
- حسن علي كلديريم على موقع Soccerway.com (الإنجليزية)
- حسن علي كلديريم على موقع عالم كرة القدم.نت (الإنجليزية)
- حسن علي كلديريم على موقع AS.com (الإسبانية)